# 加藤秀視
加藤 秀視（かとう しゅうし 1976年10月6日 - ）は、日本の実業家。

## 経歴
- 1976年：栃木県で生まれる[1]。酒乱の父の暴力、虐待、借金、離婚、家庭内に多くの問題を抱え、養護施設に預けられる[1]。
- 1991年：中学校3年生で暴走族へ。傷害、恐喝と非行がエスカレートする[1]。
- 1992年：校内でケンカを繰り返し、高校を4ヶ月で中退[1]。
- 1996年：北関東を中心とした最大の愚連隊を立ち上げる。暴走族の総代から裏社会へ[1]。
- 2000年：仲間に同じ過ちを繰り返させない為に暴走族仲間7人と建設業を設立[2]。
- 2007年：活動を通して「愛」や「夢」を語れる社会を目指す 『一般社団法人Japan元氣塾』を設立し、代表理事に就任。TBSイブニングファイブにて放送される。
- 2008年：少年・少女更生のための講話活動を開始[3]。各教育機関での活動に留まらず、企業講演、非行少年・少女の預かりを開始する。親子問題の改善に焦点をあてた2泊3日の研修プログラム、マルコプロジェクトを始動し、FNN系「スーパーニュース」「スーパーJチャンネル」のドキュメンタリーや「とくダネ」で幾度となく取り上げられ話題を呼ぶ。人材育成と組織構築、チーム・ビルディングの手腕を買われ、グループ全体で100億円を売り上げる[要出典]企業の顧問に就任。
- 2009年：青年版国民栄誉賞人間力大賞準グランプリ授賞。文部科学大臣奨励賞受賞[3]。衆議院議長奨励賞受賞[3]。「スーパーニュース」「スーパーJチャンネル」でのドキュメンタリーがシリーズ化する。
- 2010年：香港で初の講演。以後、海外にも活動の幅を広げる。教育再建プロジェクト、民間では前代未聞の中学校再建を開始。香港和僑会エグゼクティブアドバイザーに就任。
- 2011年：高卒認定試験に合格。東日本大震災では、震災2日後から被災地支援を開始[4]。炊き出し10万食、物資支援50トンの支援を継続して行なう[4]。7月には長期的な雇用支援の為、東北復興サポートセンター『Hamanasu』を宮城県南三陸町に設立[4]。
- 2012年：被災地支援の活動が評価され、社会貢献者表彰を受賞。
- 2013年：自身初の公開研修『パワーパーソン養成プログラム』を開始。
- 2015年：『グローバル・ビレッジ・チャンピオンズ財団』のメンバーの一人として、日本人として初となる「チャンピオンズ」に選出される。
- 2016年：熊本地震発生時は、発生したその日に34台のトラックで現地へ向かう[4]。
- 2017年：人財育成研修とチームビルディング支援のエキスパートカンパニー『マーヴェラスラボ』を設立[5]。

## 作品

### 著書
- 『親のようにならない』が夢だった(2008年、ダイヤモンド社)
- 『だから自分をあきらめるな！』(2011年、ダイヤモンド社)
- 『南三陸町からの手紙』（2012年、栄久堂）
  - 『南三陸町からの手紙2』（2013年、栄久堂）
  - 『南三陸町からの手紙3』（2014年、栄久堂）
  - 『南三陸町からの手紙4』（2015年、栄久堂）
- 『今すぐフォロワーはやめなさい! 人生のリーダーになるために、やるべきこと、やってはいけないこと 』(2013年、経済界)
- 『自分を愛する技術 The art of selfloving』(2014年、徳間書店)  - 発売から２ヶ月で10万部を超える
- 『ONE 「1つになる」ということ』(2015年、徳間書店)
- 『世界一シンプルな人生を切り拓く技術』（2023年、KADOKAWA）

## メディア

### テレビ
- 2007年8月3日 TBSテレビ「イブニング・ファイブ」
- 2008年4月7日 フジテレビ・とくダネ!「走れ三面刑事 - “元暴走族”起業家の生き様に迫る!」
- 2008年6月24日 テレビ朝日・スーパーJチャンネル「心閉ざした若者を救え。奮闘！元暴走族の熱血社長」
- 2009年1月27日 フジテレビ・スーパーニュース「‘魂の合宿’親子の真剣勝負」
- 2009年2月24日 テレビ朝日・スーパーJチャンネル「親に捨てられ心閉ざす22歳“憎しみ”の過去と決別」
- 2009年4月20日 フジテレビ・スーパーニュース「摂食障害25歳の叫び 母子で踏み出す第一歩」
- 2009年5月26日 テレビ朝日・スーパーJチャンネル「失われた家族との絆 元暴走族社長が１７歳少年を更生」
- 2009年7月10日 フジテレビ・スーパーニュース「迷える母子のＳＯＳ 心をつなぐ熱血合宿」
- 2009年11月02日 テレビ朝日・スーパーJチャンネル「更生した息子が再び…原因は母子関係？」
- 2010年3月8日 テレビ朝日・スーパーJチャンネル「暴力を繰り返す中３少年、親子関係に一体何が…」
- 2010年7月19日 テレビ朝日・スーパーJチャンネル「21歳青年は更生できるのか？」
- 2011年9月23日 テレビ朝日・スーパーJチャンネル「沖縄不良少年、2度の少年院…すさんだ19歳」
- 2011年11月23日 テレビ朝日・スーパーJチャンネル「沖縄不良少年、被災地で2ヶ月…心に変化が!?」

### ラジオ
- NHKラジオ
- ラジオビタミンときめきインタビュー
- 鎌田實いのちの対話
- 10代いのちの対話

### インターネット番組
- 2021年YouTube番組・街録ch〜あなたの人生、教えて下さい〜

## 役職
- 株式会社マーヴェラスラボ代表取締役会長
- 一般社団法人JAPAN元氣塾　代表理事
- グローバル・ビレッジ・チャンピオンズ財団メンバー
- 香港和僑会エグゼクティブアドバイザー

## 受賞歴
- 青年版国民栄誉賞「人間力大賞」受賞
- 人間力大賞準グランプリ受賞
- 文部科学大臣奨励賞受賞[3]
- 衆議院議長奨励賞受賞[3]
- 社会貢献者表彰受賞